# Montreuil-sur-Thonnance
Montreuil-sur-Thonnance è un comune francese di 70 abitanti situato nel dipartimento dell'Alta Marna nella regione del Grand Est.

## Società

### Evoluzione demografica
Abitanti censiti